# Kulpin (Allemagne)
Pour les articles homonymes, voir Kulpin.
Kulpin est une commune allemande du Schleswig-Holstein, située dans l'arrondissement du duché de Lauenbourg (Kreis Herzogtum Lauenburg), à cinq kilomètres au nord-ouest de la ville de Ratzebourg. Kulpin fait partie de l'Amt Lauenburgische Seen (« lacs lauenbourgeois ») qui regroupe 25 communes autour de Ratzebourg.